# أحمد صالح سند
أحمد صالح سند راشد سند الخرسان (ولد في 11 يناير 1998 في المنامة، البحرين) لاعب كرة قدم بحريني يجيد اللعب في مركز الجناح الأيمن. يلعب حاليا لصالح المحرق الذي ينافس في الدوري البحريني الممتاز منذ 2019.